# 10. Kanadisches Kabinett
Das 10. Kanadische Kabinett (engl. 10th Canadian Ministry, franz. 10e conseil des ministres du Canada) regierte Kanada vom 12. Oktober 1917 bis zum 10. Juli 1920. Dieses von Premierminister Robert Borden angeführte Kabinett bestand aus Mitgliedern der Unionistischen Partei, einem kurzlebigen Zusammenschluss der Konservativen Partei mit Teilen der Liberalen Partei. Borden führte auch das vorherige 9. Kabinett an.

## Minister
| Amt                                                                  | Name | Zeitraum |
| -------------------------------------------------------------------- | --- | --- |
| Premierminister                                                      | Robert Borden | 12. Oktober 1917 – 10. Juli 1920 |
| Außenminister                                                        | Robert Borden | 12. Oktober 1917 – 10. Juli 1920 |
| Innenminister und General-Superintendent für Indianerangelegenheiten | Arthur Meighen | 12. Oktober 1917 – 10. Juli 1920 |
| Justizminister und Attorney General                                  | Charles Joseph Doherty | 12. Oktober 1917 – 10. Juli 1920 |
| Miliz- und Verteidigungsminister                                     | Sydney Chilton Mewburn James Alexander Calder (geschäftsführend) Hugh Guthrie                                                               | 12. Oktober 1917 – 15. Januar 1920 16. Januar 1920 – 23. Januar 1920 24. Januar 1920 – 10. Juli 1920                                                                                          |
| Marineminister                                                       | vakant Charles Ballantyne | 12. Oktober 1917 13. Oktober 1917 – 10. Juli 1920 |
| Minister für Truppen in Übersee                                      | Albert Edward Kemp | 12. Oktober 1917 – 10. Juli 1920 |
| Finanzminister und Schatzmeister                                     | William Thomas White Henry Lumley Drayton                                                                                                   | 12. Oktober 1917 – 1. August 1919 2. August 1919 – 10. Juli 1920 |
| Minister für Inlandsteuern                                           | Albert Sévigny vakant Arthur Sifton | 12. Oktober 1917 – 1. April 1918 2. April 1918 – 13. Mai 1918 14. Mai 1918 – 17. Mai 1918 |
| Zollminister                                                         | Arthur Sifton | 12. Oktober 1917 – 17. Mai 1918 |
| Minister für Zölle und Inlandsteuern                                 | Arthur Sifton John Dowsley Reid (geschäftsführend) Martin Burrell vakant                                                                    | 18. Mai 1918 – 1. September 1919 2. September 1919 – 30. Dezember 1919 31. Dezember 1919 – 7. Juli 1920 8. Juli 1920 – 10. Juli 1920                                                          |
| Seefahrt- und Fischereiminister                                      | vakant Charles Ballantyne | 12. Oktober 1917 13. Oktober 1917 – 10. Juli 1920 |
| Minister für Eisenbahnen und Kanäle                                  | John Dowsley Reid | 12. Oktober 1917 – 10. Juli 1920 |
| Arbeitsminister                                                      | Thomas Wilson Crothers vakant Gideon Robertson                                                                                              | 12. Oktober 1917 – 6. November 1918 7. November 1918 8. November 1918 – 10. Juli 1920 |
| Landwirtschaftsminister                                              | Thomas Crerar vakant James Alexander Calder (geschäftsführend) Simon Fraser Tolmie                                                          | 12. Oktober 1917 – 11. Juni 1919 12. Juni 1919 – 17. Juni 1919 18. Juni 1919 – 11. August 1919 12. August 1919 – 10. Juli 1920                                                                |
| Handels- und Gewerbeminister                                         | George Eulas Foster | 12. Oktober 1917 – 10. Juli 1920 |
| Bergbauminister                                                      | Martin Burrell Arthur Meighen | 12. Oktober 1917 – 30. Dezember 1919 31. Dezember 1919 – 10. Juli 1920 |
| Postminister                                                         | Pierre-Édouard Blondin | 12. Oktober 1917 – 10. Juli 1920 |
| Minister für staatliche Bauvorhaben                                  | Charles Ballantyne Frank Broadstreet Carvell vakant John Dowsley Reid (geschäftsführend) Arthur Sifton John Dowsley Reid (geschäftsführend) | 12. Oktober 1917 13. Oktober 1917 – 1. August 1919 2. August 1919 – 5. August 1919 6. August 1919 – 2. September 1919 3. September 1919 – 30. Dezember 1919 31. Dezember 1919 – 10. Juli 1920 |
| Einwanderungs- und Kolonisierungsminister                            | James Alexander Calder | 12. Oktober 1917 – 10. Juli 1920 |
| Minister für zivile Wiedereingliederung von Soldaten                 | James Alexander Lougheed | 21. Februar 1918 – 10. Juli 1920 |
| Staatssekretär für Kanada und Regierungskanzlist                     | Martin Burrell Arthur Meighen | 12. Oktober 1917 – 30. Dezember 1919 31. Dezember 1919 – 10. Juli 1920 |
| Präsident des Kronrates                                              | Newton Rowell | 12. Oktober 1917 – 10. Juli 1920 |
| Solicitor General                                                    | Hugh Guthrie | 5. Juli 1919 – 10. Juli 1920 |
| Minister ohne Geschäftsbereich                                       | Francis Cochrane James Alexander Lougheed Alexander Kenneth Maclean Gideon Robertson                                                        | 12. Oktober 1917 – 22. September 1919 12. Oktober 1917 – 20. Februar 1918 23. Oktober 1917 – 24. Februar 1920 23. Oktober 1917 – 7. November 1918                                             |

## Nicht dem Kabinett angehörende Minister
| Amt                                                            | Name                                        | Zeitraum                                                                                                |
| -------------------------------------------------------------- | ------------------------------------------- | --- |
| Parlamentarischer Unterstaatssekretär für Auswärtiges          | Hugh Clark Francis Henry Keefer             | 12. Oktober 1917 – 6. November 1918 7. November 1918 – 10. Juli 1920                                    |
| Parlamentssekretär für Miliz und Verteidigung                  | Fleming Blanchard McCurdy vakant Hugh Clark | 12. Oktober 1917 – 22. Februar 1918 23. Februar 1918 – 6. November 1918 7. November 1918 – 1. Juli 1920 |
| Parlamentssekretär für zivile Wiedereingliederung von Soldaten | vakant Fleming Blanchard McCurdy vakant     | 21. Februar 1918 – 22. Februar 1918 23. Februar 1918 – 6. November 1918 7. November 1918 – 1. Juli 1920 |
| Solicitor General                                              | Hugh Guthrie                                | 12. Oktober 1917 – 4. Juli 1919                                                                         |